# Lichaamsbeweging
Lichaamsbeweging is elke lichamelijke activiteit die de lichamelijke conditie en algemene gezondheid en welzijn verbetert of handhaaft.
Vormen van lichaamsbeweging zijn:
- hardlopen
- wandelen
- fietsen
- zwemmen
- fitness / aerobics

Beoefent men meerdere vormen van de genoemde sporten dan spreekt men soms van trimmen. Dit kan ook gedaan worden op een trimbaan.
Lichaamsbeweging wordt algemeen gezien als een goede methode om enerzijds de conditie op peil te houden en anderzijds het lichaamsgewicht binnen gezonde grenzen te houden. De verschillende soorten lichaamsbeweging hebben ook een verschillende uitwerking op deze twee factoren. Zo is zwemmen zeer geschikt om de conditie mee te verbeteren, maar vallen veel mensen niet echt af van deze sport. Anderzijds is hardlopen een methode om binnen zeer korte tijd veel af te kunnen vallen.

## Richtlijnen
Van overheidswege zijn in verschillende landen richtlijnen opgesteld hoeveel lichaamsbeweging een mens nodig heeft.
In Nederland geldt een beweegrichtlijn van 2,5 uur per week voor volwassenen en minstens een uur per dag voor kinderen.
Het Vlaams Instituut Gezond Leven publiceerde een “Bewegingsdriehoek” met tips binnen vier bewegingscategorieën.
De Harvard-universiteit heeft een richtlijn opgesteld die volwassen adviseert om 2,5 uur per week matig intensief te bewegen.
In Europees verband ontmoeten de betrokken adviserende instanties voor volksgezondheid elkaar binnen de Wereldgezondheidsorganisatie: het Europees netwerk voor de bevordering van gezondheidsbevorderende lichaamsbeweging (HEPA) organiseerde in september 2021 haar 17e (virtuele) jaarvergadering.